# Frank T. Fitzgerald
Frank Thomas Fitzgerald (ur. 4 maja 1857 w Nowym Jorku, zm. 25 listopada 1907 w Nowym Jorku) – amerykański polityk, członek Partii Demokratycznej.

## Działalność polityczna
W okresie od 4 marca 1889 do rezygnacji 4 listopada 1889 przez jedną kadencję był przedstawicielem 6. okręgu wyborczego w stanie Nowy Jork w Izbie Reprezentantów Stanów Zjednoczonych.